# Artūrs Toms Plešs
Artūrs Toms Plešs (ur. 4 stycznia 1992 w m. Bauska) – łotewski polityk i samorządowiec, poseł na Sejm, w latach 2020–2022 minister ochrony środowiska i rozwoju regionalnego.

## Życiorys
Absolwent inżynierii dróg i mostów na Ryskim Uniwersytecie Technicznym. Kształcił się też na Duńskim Uniwersytecie Technicznym w Kopenhadze. Uzyskał magisterium z zakresu miejskiej i regionalnej inżynierii ekonomicznej. Został członkiem zarządu przedsiębiorstwa Digital Media Solutions. Był konsultantem partii Dla Rozwoju Łotwy, wszedł w skład zarządu tego ugrupowania. W 2017 zasiadł w radzie okręgu Bauska. W 2018 uzyskał mandat posła na Sejm z ramienia koalicji Dla Rozwoju/Za!, którą współtworzyła jego formacja.
W grudniu 2020 objął urząd ministra ochrony środowiska i rozwoju regionalnego, wchodząc w skład rządu Artursa Krišjānisa Kariņša. Zastąpił na tej funkcji Jurisa Pūce. W maju 2021 został jednym ze współprzewodniczących partii Dla Rozwoju Łotwy. W styczniu 2022 wybrany natomiast na współprzewodniczącego koalicji Dla Rozwoju/Za!. W grudniu tegoż roku zakończył pełnienie funkcji rządowej. Od 2023 pełnił funkcję sekretarza generalnego Dla Rozwoju Łotwy!, w 2024 wszedł w skład nowo powołanego zarządu tego ugrupowania.

## Życie prywatne
Żonaty z Madarą Stalte. Ma syna.